# Ergolding
Ergolding è un comune tedesco di 11 554 abitanti, situato nel land della Baviera.
Il comune è gemellato con il sobborgo Mattarello, parte del comune italiano di Trento.